# Holiday in Cambodia
"Holiday in Cambodia" - пісня американського панк-рок-гурту Dead Kennedys. Запис вийшов як другий сингл колективу в травні 1980 року на лейблі Alternative Tentacles. На зворотньому боці міні-платівки представлена пісня "Police Truck". Гурт перезаписав пісню для свого першого альбому 1980 року Fresh Fruit for Rotting Vegetables. Оригінальна версія синглу та його зворотнього боку опубліковані на альбомі раритетів Give Me Convenience or Give Me Death (1987). Обкладинка синглу є фотографією бойні в університеті Тхаммасат (Таїланд), на якій чоловік із натовпу правих сил б'є металічним кріслом труп студента-протестувальника.
Пісня являє собою атаку на схильного моралізувати студента престижного американського коледжу. Текст висміює життя молодих, забезпечених, самовпевнених американців і протиставляє його жорстокому режиму Червоних кхмерів, що були відповідальні за смерть порядка 2 мільйонів осіб. Лідер Червоних кхмерів Пол Пот зображений на оригінальній обкладинці синглу і про нього є згадка в тексті.
Перезапис цієї пісні на альбомі Fresh Fruit for Rotting Vegetables відрізняється від синглової версії. Він на 55 секунд довший ніж на синглі, виконаний у швидшому темпі, містить подовжений вступ, що навіяний музикою серф, і подовжений перехід. 
У жовтні 1998 року колишні учасники гурту Dead Kennedys подали в суд на Джелло Біафру. За словами Біафри позов до суду був результатом його незгоди на використання пісні "Holiday in Cambodia" в рекламі бренду Dockers компанії Levi Strauss. На думку Біафри компанія веде нечесний бізнес і робітники перебувають у поганих умовах. Однак, інші учасники стверджували, що подали до суду через роялті, які їх колишня звукозаписувальна компанія від них приховувала .  Біафра програв судову справу і як власник Alternative Tentacles Records повинен був виплатити $200,000 відшкодувань іншим учасникам колективу. 

## Місця в чартах
| Чарт (1980)    | Найвище місце |
| -------------- | ------------- |
| UK Indie Chart | 2             |